# 189 км
189 км (рос. 189 км) — селище у складі Ленінськ-Кузнецького округу Кемеровської області, Росія.

## Населення
Населення — 25 осіб (2010; 43 у 2002).
Національний склад (станом на 2002 рік):
- росіяни — 98 %